# Honau
Honau es una comuna suiza del cantón de Lucerna, situada en el distrito de Lucerna. Limita al norte con la comuna de Dietwil (AG), al sur con Risch-Rotkreuz (ZG), al sur con Root y Gisikon, y al oeste con Inwil.